# Na Estrada (álbum de Novo Som)
Na Estrada é o segundo DVD, da banda Novo Som, lançado em 2007 pela MK Music.
A gravação foi realizada no Olímpico Clube, em Manaus e reuniu um público superior a 20 mil pessoas (foram disponibilizados para venda 25 mil ingressos).
“Manaus foi escolhida porque tem uma história muito bonita com a banda. O maior fã clube do Novo Som está em Manaus. São tantos motivos que, com certeza, essa gravação será muito especial”, declarou o vocalista Alex Gonzaga, que entre uma ligação e outra, mesmo às vésperas do evento, concedeu entrevista ao jornalismo do grupo MK de Comunicação.
No repertório do CD/DVD estão canções dos álbuns Herói dos heróis, Um Dia a Mais e Vale a Pena Sonhar, lançados pela MK Music. A banda fez questão de não alterar os arranjos na intenção de manter a identidade musical original das canções.

## Faixas da Versão em CD
1. Águas - 04:15 (Joey Summer)
2. Herói dos heróis - 04:17 (Lenilton)
3. Nas Mãos do Pai - 03:41 (Wagner Carvalho e Cristiane Carvalho)
4. Sempre é Possível - 04:14 (Lenilton)
5. Infinitamente - 04:17 (Lenilton)
6. O Segredo - 03:51 (Mito e Lenilton)
7. Um Dia a Mais - 04:41 (Joey Summer e Daniel Lamas)
8. O Jovem Rico - 04:30 (Ed Wilson e Elvis Tavares)
9. Pra Te Conduzir - 06:41 (Lenilton)
10. Teu Choro - 03:56 (Mito)
11. É só Acreditar  - 04:41 (Mito)
12. Meu Sonho - 04:32 (Lenilton)
13. Voz do Coração - 04:44 (Mito e Lenilton)
14. Por um Segundo - 04:09 (Jill Viegas)
15. Vale a Pena Sonhar - 03:41 (Wagner Carvalho e Gilberto Nogueira)
16. O Número Um - 07:03 (Wagner Carvalho e Davi Fernandes)

## Faixas da Versão em DVD
1. Abertura (Mito) - 03:41
2. Águas - 04:15 (Joey Summer)
3. Herói dos heróis - 04:17 (Lenilton)
4. Nas Mãos do Pai - 03:41 (Wagner Carvalho e Cristiane Carvalho)
5. Sempre é Possível - 04:14 (Lenilton)
6. Infinitamente - 04:17 (Lenilton)
7. O Segredo - 03:51 (Mito e Lenilton)
8. Um Dia a Mais - 04:41 (Joey Summer e Daniel Lamas)
9. O Jovem Rico - 04:30 (Ed Wilson e Elvis Tavares)
10. Pra Te Conduzir - 06:41 (Lenilton)
11. Teu Choro - 03:56 (Mito)
12. É só Acreditar  - 04:41 (Mito)
13. Deixa Deus Te Amar - 03:44 (Mito e Lenilton)
14. Solo de Bateria - 06:22 (Geraldo Abdo)
15. Meu Sonho - 04:32 (Lenilton)
16. Voz do Coração - 04:44 (Mito e Lenilton)
17. Por um Segundo - 04:09 (Jill Viegas)
18. Vale a Pena Sonhar - 03:41 (Wagner Carvalho e Gilberto Nogueira)
19. O Número Um - 07:03 (Wagner Carvalho e Davi Fernandes)

## Créditos
- Lead Vocal :Alex Gonzaga
- Teclados :Mito
- Guitarra :Joey Summer
- Baixo :Charles Martins
- Bateria :Geraldo Abdo
- Roadies :Alexandre Cacau e Caique